# سیارک ۳۹۱
سیارک ۳۹۱ (به انگلیسی: 391 Ingeborg، نامگذاری:1894BE) سیصد و نود و یکمین سیارک کشف شده‌است که در ۱ نوامبر ۱۸۹۴ و در هایدلبرگ کشف شد.
قدر مطلق سیارک برابر ۱۰٫۱۰ است.